# 小行星8357
小行星8357（英語：8357 O'Connor）是一颗围绕太阳公转的小行星。1989年9月25日，橡树岭天文台在哈佛大学天文台发现了此天体。
这颗小行星的绝对星等为52.91803950574086等。